# Muradiyesarnıç, Mustafakemalpaşa
Muradiyesarnıç là một xã thuộc huyện Mustafakemalpaşa, tỉnh Bursa, Thổ Nhĩ Kỳ. Dân số thời điểm năm 2011 là 293 người.